# Melanagromyza flexuosa
Melanagromyza flexuosa este o specie de muște din genul Melanagromyza, familia Agromyzidae, descrisă de Mitsuhiro Sasakawa în anul 1992.
Este endemică în Peru. Conform Catalogue of Life specia Melanagromyza flexuosa nu are subspecii cunoscute.